# Relations entre la Moldavie et la Suisse
Les relations entre la Moldavie et la Suisse sont des relations diplomatiques, économiques et autres entre la république de Moldavie et la Confédération suisse. Les deux pays ont établi des relations diplomatiques pour la première fois le 2 septembre 1992. La Moldavie est représentée en Suisse par le biais de son ambassade auprès des Nations unies à Genève. La Suisse est représentée en Moldavie par le biais de son ambassade à Kiev (Ukraine) et d'un consulat honoraire à Chişinău. Depuis 1992, plusieurs hauts responsables moldaves se sont rendus en Suisse pour discuter de l'amélioration des relations bilatérales,. La Suisse a fourni un soutien important à la Moldavie,. 

## Visites et déclarations officielles
En avril 1992, l'attaché militaire suisse à Moscou a déclaré que la Suisse avait l'intention d'établir des liens entre les institutions militaires suisses et moldaves ainsi que d'aider la Moldavie à renforcer ses capacités de défense. 
En janvier 1999, le président moldave Petru Lucinschi s'est rendu en Suisse, et a déclaré que des progrès avaient été accomplis dans l'approfondissement des relations bilatérales entre les deux pays. 
En octobre 2006, l'ambassadeur extraordinaire et plénipotentiaire de la Suisse en Moldavie, Christian Fessler, a déclaré que la Suisse soutenait les efforts d'intégration européenne de la Moldavie et espérait un règlement pacifique du conflit en Transnistrie. 
En juin 2008, le vice-premier ministre et ministre moldave des Affaires étrangères et de l'Intégration européenne, Andrei Stratan, s'est rendu en Suisse et a rencontré des hauts fonctionnaires pour discuter des améliorations des relations bilatérales, notamment des accords sur les visas et des efforts de coopération conjoints dans les secteurs social, du tourisme et de l'éducation. Des plans pour ouvrir une ambassade de Suisse à Chişinău ont aussi été établis. 
En décembre 2008, Valery Ostalep, vice-ministre des Affaires étrangères de Moldavie, s'est rendu en Suisse et a rencontré des hauts fonctionnaires pour discuter des possibilités d'améliorer les relations économiques entre les deux pays. 

## Accords
En 2008, la Moldavie et la Suisse avaient signé une douzaine d'accords, dont la moitié étaient économiques. 

## Support
En 1996, il a été signalé que le Swiss-American Micro-Enterprise Programme prêterait de l'argent pour de petits prêts destinés à aider les micro-entreprises moldaves. Le Secrétariat d'État à l'économie de la Suisse a financé un projet en 2005 qui avait pour but d'aider le ministère moldave de l'économie et du commerce à améliorer les niveaux d'investissement direct étranger. 
La Direction du développement et de la coopération (DDC) est active en Moldavie depuis 2000, fournissant une aide humanitaire. La DDC a apporté son soutien à l'Organisation internationale pour les migrations en 2001 pour lancer un programme de réinsertion des victimes de la traite des femmes. Terre des hommes, une ONG basée à Lausanne, est active en Moldavie depuis 2005, offrant un soutien et une formation aux autorités sur le sujet de la protection des enfants menacés de négligence parentale, d'abus, d'exploitation et de traite. L'Institut tropical et de santé publique suisse a apporté son aide à la Moldavie depuis 2006 pour améliorer le traitement périnatal. 

## Relations économiques
La Suisse est le 14e partenaire commercial de la Moldavie. 
En juillet 2000, le président de la compagnie aérienne suisse Crossair a rencontré le président moldave, Petru Lucinschi. Il a déclaré être prêt à étendre le partenariat avec la compagnie publique Air Moldova et à participer à sa privatisation. Le gouvernement moldave négocie également avec la société suisse Militzer & Münch une concession pour la gestion de la Compagnie Nationale des Chemins de Fer moldaves. Alain Benech, du Secrétariat à l'économie du Département des affaires étrangères de la Suisse, a déclaré dans une interview qu'il y avait de nombreuses opportunités pour les entreprises suisses en Moldavie. 
En décembre 2008, des entrepreneurs moldaves en Suisse ont participé à un forum organisé par la nouvelle Chambre de Commerce Suisse-Moldavie, avec les conférenciers invités Pierre-François Unger, ministre de l'Économie et de la Santé du canton de Genève et le ministre moldave des Finances Marian Durleshtyanu. 

## Divers
En juin 2003, la parlementaire suisse Ruth-Gaby Vermot-Mangold a présenté au Conseil de l'Europe un rapport sur le trafic d'organes, qui contenait des preuves recueillies en Moldavie. Cela a incité les autorités suisses à envisager une nouvelle législation pour empêcher l'abus de dons d'organes. 